# آوشار، آرارات
آوشار (به ارمنی: Ավշար) یک شهر در ارمنستان است که در استان آرارات واقع شده‌است. آوشار در کیلومتری شمال آرتاشات، مرکز استان آرارات واقع شده‌است.

## خصوصیات
آوشار ۵٬۱۱۶ نفر جمعیت دارد و در ارتفاع متر بالاتر از سطح دریا قرار گرفته‌است.
| سال   | ۱۸۳۱ | ۱۸۹۷ | ۱۹۱۴ | ۱۹۲۶ | ۱۹۳۹ | ۱۹۵۹ | ۱۹۷۹ | ۲۰۰۱ | ۲۰۰۴ |
| جمعیت |      |      |      |      |      |      |      |      |      |

## نگارخانه

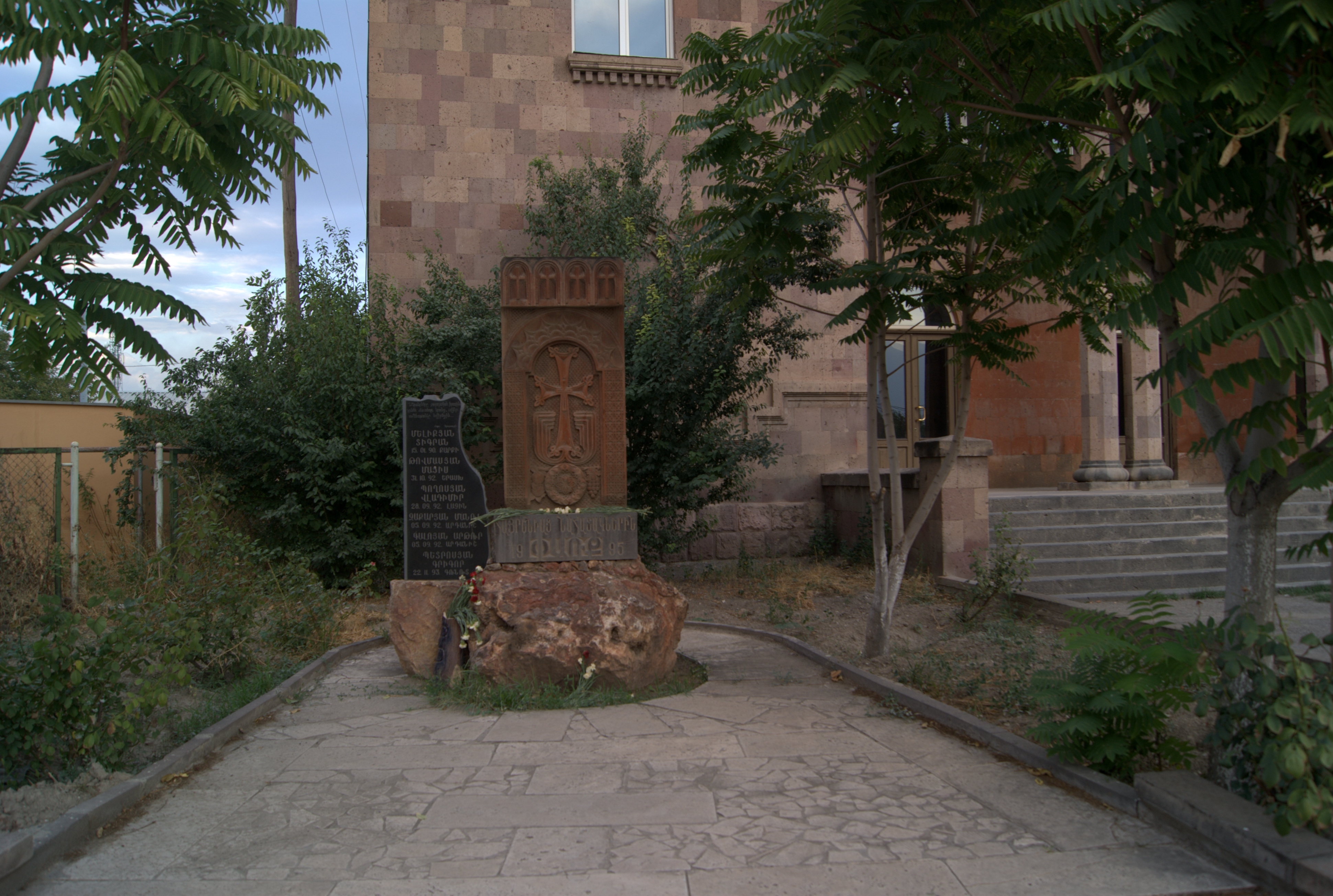
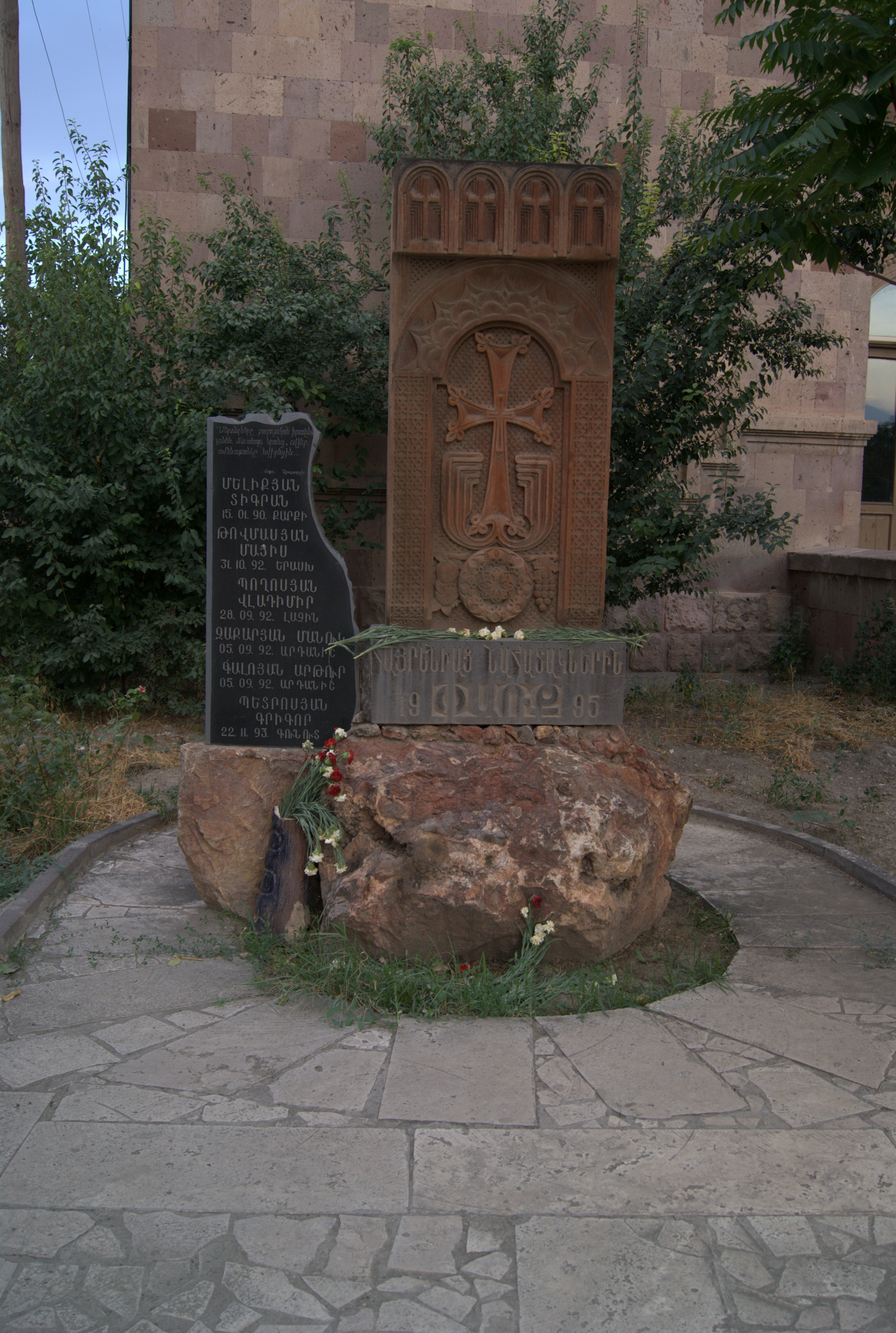